# Bye Bye Beautiful
"Bye Bye Beautiful" är en låt av det finländska symphonic metal-bandet Nightwish, skriven och producerad av gruppens keyboardist Tuomas Holopainen. Den släpptes i februari 2008 som fjärde singel från albumet Dark Passion Play (2007). Låten sägs vara till deras förra sångerska Tarja Turunen som lämnade bandet 2005. Låten blev nummer 73 på Trackslistans årslista för 2008.

## Låtlista
Låtarna skrivna av Tuomas Holopainen.
1. "Bye Bye Beautiful" – 4:19
2. "The Poet and the Pendulum" (original demo version) – 13:43
3. "Escapist" – 5:01
4. "Bye Bye Beautiful" (DJ Orkidea Remix) – 12:07